# Colin Coosemans
Colin Coosemans (Gand, 3 agosto 1992) è un calciatore belga, portiere dell'Anderlecht.

## Caratteristiche tecniche
Portiere molto reattivo, è dotato di un'ottima struttura muscolare e di una buona tecnica individuale, che gli permette di impostare le azioni della squadra.

## Carriera

### Club
Cresciuto nel settore giovanile del Club Bruges, dopo due stagioni con il club fiammingo il 18 giugno 2012 viene ceduto in prestito al Waasland-Beveren, che il 28 maggio 2013 lo acquista a titolo definitivo, facendogli firmare un biennale. Nel 2015 passa da svincolato al Malines.

### Nazionale
Ha giocato nelle nazionali giovanili belghe Under-19, Under-20 ed Under-21.

## Statistiche

### Presenze e reti nei club
Statistiche aggiornate al 24 gennaio 2018.
| Stagione                | Squadra                 | Campionato              | Campionato | Campionato | Coppe nazionali | Coppe nazionali | Coppe nazionali | Coppe continentali | Coppe continentali | Coppe continentali | Altre coppe | Altre coppe | Altre coppe | Totale | Totale | Totale |
| Stagione                | Squadra                 | Comp                    | Pres       | Reti       | Comp            | Pres            | Reti            | Comp               | Pres               | Reti               | Comp        | Pres        | Reti        | Pres   | Reti   |        |
| ----------------------- | ----------------------- | ----------------------- | ---------- | ---------- | --------------- | --------------- | --------------- | ------------------ | ------------------ | ------------------ | ----------- | ----------- | ----------- | ------ | ------ | ------ |
| 2010-2011               | Club Bruges             | D1                      | 11+8       | -8 + -5    | CB              | 1               | -1              | UEL                | 1                  | 0                  | -           | -           | -           | 21     | -14    |        |
| 2011-2012               | Club Bruges             | D1                      | 12+1       | -15 + -2   | CB              | 2               | -6              | UEL                | 7                  | -8                 | -           | -           | -           | 22     | -31    |        |
| Totale Club Bruges      | Totale Club Bruges      | Totale Club Bruges      | 32         | -30        |                 | 3               | -7              |                    | 8                  | -8                 |             | -           | -           | 43     | -45    |        |
| 2012-2013               | Waasland-Beveren        | D1                      | 18+6       | -26 + -7   | CB              | 1               | -3              | -                  | -                  | -                  | -           | -           | -           | 25     | -36    |        |
| 2013-2014               | Waasland-Beveren        | D1                      | 30+3       | -35 + -2   | CB              | 0               | 0               | -                  | -                  | -                  | -           | -           | -           | 33     | -37    |        |
| 2014-2015               | Waasland-Beveren        | D1                      | 22         | -37        | CB              | 0               | 0               | -                  | -                  | -                  | -           | -           | -           | 20     | 1      |        |
| Totale Waasland-Beveren | Totale Waasland-Beveren | Totale Waasland-Beveren | 79         | -107       |                 | 1               | -3              |                    | -                  | -                  |             | -           | -           | 80     | -110   |        |
| 2015-2016               | Mechelen                | D1                      | 0          | 0          | CB              | 0               | 0               | -                  | -                  | -                  | -           | -           | -           | 0      | 0      |        |
| 2016-2017               | Mechelen                | D1                      | 18+10      | -21 + -16  | CB              | 2               | -4              | -                  | -                  | -                  | -           | -           | -           | 30     | -41    |        |
| 2017-2018               | Mechelen                | D1                      | 23         | -39        | CB              | 2               | -1              | -                  | -                  | -                  | -           | -           | -           | 25     | -40    |        |
| Totale Mechelen         | Totale Mechelen         | Totale Mechelen         | 51         | -76        |                 | 4               | -5              |                    | -                  | -                  |             | -           | -           | 55     | -81    |        |
| Totale carriera         | Totale carriera         | Totale carriera         | 162        | -213       |                 | 8               | -15             |                    | 8                  | -8                 |             | -           | -           | 178    | -236   |        |